# Porte de Trajan
La porte de Trajan (en bulgare : Траянови врата, Trayanovi vrata), aussi appelé pas de Sucques, est un col important situé en Bulgarie, près de la ville d'Ihtiman située à une douzaine de kilomètres au nord-ouest.

## Histoire
Une route est aménagée pour franchir le col au IIe siècle. Pour la protéger, l'empereur romain Trajan fait construire une forteresse du nom de Stipon sur une colline surplombant le col à 500 mètres au Nord-Est. Cette place forte protégeait de la sorte la frontière entre les provinces de Thrace et de Macédoine.
Lors de la guerre civile entre Julien et  Constance II, l'empereur Julien y place une garnison sous le commandement d'un homme de confiance, Nevitta. De même, lors de la guerre des goths de 376, le pas de Sucques fait partie des trois cols fermés par les armées romaines.
Le col est principalement connu grâce à l'affrontement majeur qui opposa, le 17 août 986, l'empereur byzantin Basile II et le tsar de Bulgarie Samuel Ier et qui se solda par la victoire des Bulgares, arrêtant la progression de la campagne byzantine en territoire bulgare.
Louis Léger, qui visita la Bulgarie vers 1880, écrit à propos de la Porte de Trajan : « Un peu au delà d'Ichtiman nous rencontrons le petit hameau de Kapudjik. C'est là que s'élevaient autrefois les fortifications romaines qui gardaient l'entrée des plaines fertiles où coule la Maritsa. C'est là que se dressait l'arc de triomphe connu sous le nom de Porte de Trajan. Il existe encore des vieillards qui ont vu cette ruine auguste ; elle a été rasée en 1835 par Chozrev-Pacha, un Turc qui passait pour civilisé »,.

## Géographie
De nos jours, un tunnel, qui permet à l'autoroute A1 (« autoroute de Thrace ») de traverser le col, est localisé près des ruines de la forteresse. Ce tunnel est connu sous le nom de Tunnel de la Porte de Trajan (en bulgare : тунел „Траянови врата“).
En terre de Graham, en Antarctique, le col Trajan Gate (en) a été nommé en l'honneur de la porte de Trajan.